# نام علمی

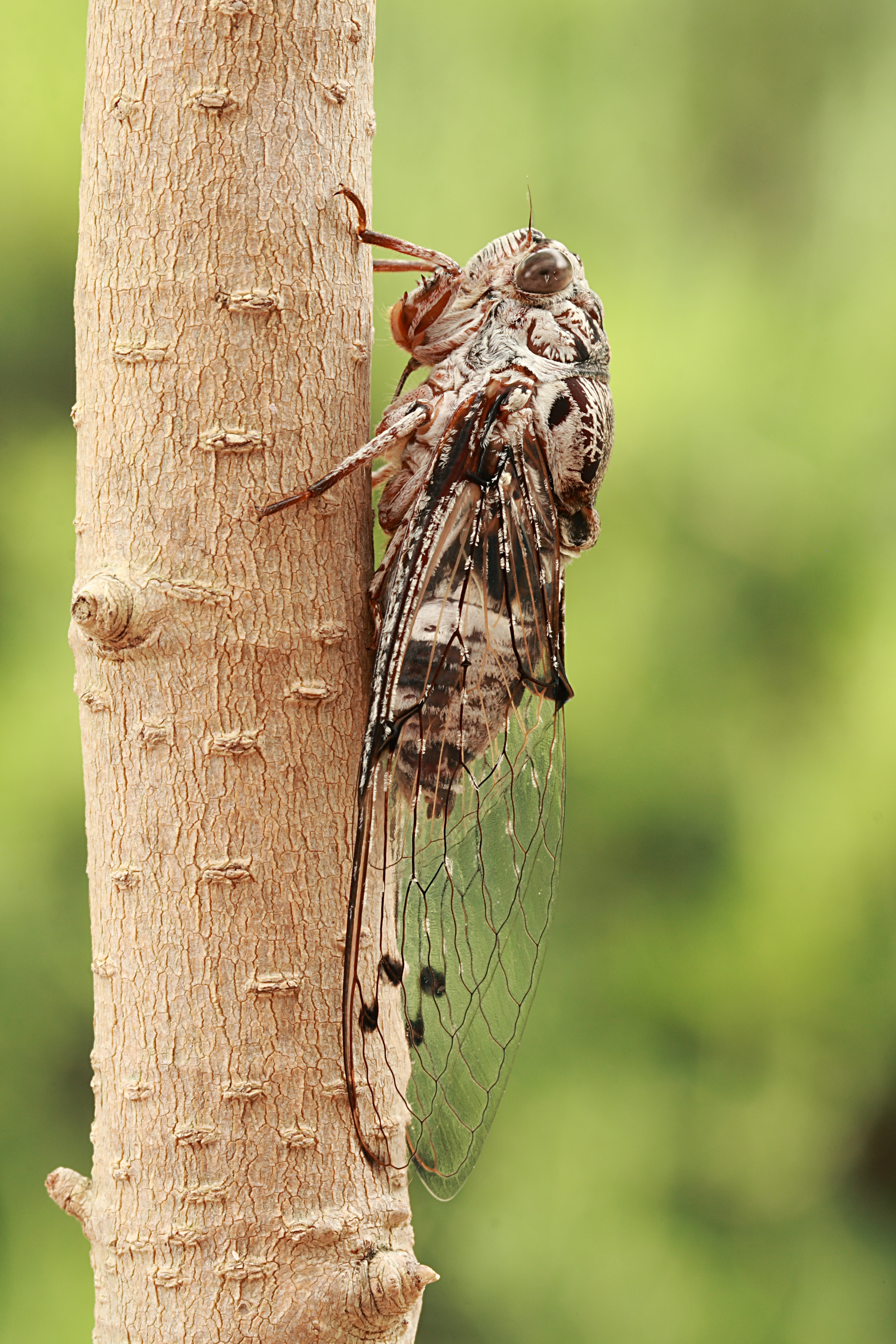
زنجرهٔ آسیابان با نام علمی Abricta curvicosta

نام علمی (به انگلیسی: Scientific name) یا نامگذاری دونامی یا نام دوجمله‌ای (به انگلیسی: Binomial Nomenclature)، در زیست‌شناسی، روش معمول برای نامیدن گونه‌ها است. اساس این نام‌گذاری این است که نام هر گونه (که پایین‌ترین بخش از سیستم رده‌بندی موجودات زنده است) به زبان لاتین علمیِ جدید آورده می‌شود و دو بخش دارد. به همین دلیل، گاه این نام‌گذاری را «نام لاتینِ» گونه نیز می‌نامند، گرچه این اصطلاح را زیست‌شناسان و زبان‌شناسان نمی‌پسندند و بر کاربرد عبارت «نام علمی» تأکید دارند.
دانشمندان بر این باورند که حدود ۳۰ میلیون گونه از گیاهان، جانوران و ریزموجودات در کرهٔ زمین زندگی می‌کنند. زیست‌شناسان تاکنون فقط ۱٫۷ میلیون گونه را شناسایی و توصیف علمی کرده‌اند.

## قوانین سیستم
با وجود برخی تفاوت‌ها، برخی دیدگاه‌ها در سراسر جهان پذیرفته شده‌اند:
الف) همان‌گونه که از عبارت «دونامی» پیداست، نام علمی از دو کلمه تشکیل شده‌است، که هردو به زبان لاتین جدیدند:
1. نام سرده (جنس)
2. یک کلمهٔ دوم که نشان‌دهندهٔ گونهٔ خاص در سرده است، و بیان‌کنندهٔ اختصاصی است.

ب) نام گونه‌ها معمولاً به‌صورت ایتالیک نوشته می‌شوند. برای مثال، "Homo sapiens". به‌طورکلی این نام باید به سبکی متفاوت از متنِ نوشته نشان داده شود. در نوشته‌های دستی، معمولاً زیر آن‌ها خط کشیده می‌شود.
ج) نام سرده همیشه با حروف بزرگ انگلیسی آغاز می‌شود. برای مثال، "homo sapiens" غلط است.
د) اولین تقسیم‌بندی پایین‌تر از گونه، با نام زیرگونه، به‌صورت سه‌کلمه‌ای استفاده می‌شود که شامل دو کلمهٔ تشکیل‌دهندهٔ نام گونه به‌همراه یک کلمهٔ سوم نشانگر زیرگونه است. مانند: "Anthus hodgsoni berezowskii".
ه) هنگامی که نام علمی به‌همراه نام رایج استفاده می‌شود، در پرانتز و پس از نام رایج ذکر می‌گردد.
و) هنگامی که صحبت از گونه‌های مختلفِ یک سرده است یا نام یک گونه چندین بار تکرار می‌شود، معمولاً اولین بار نام کامل ذکر می‌گردد (مثلاً: "Escherichia coli" برای اشریشیا کلی). در ادامهٔ متن، نام سرده خلاصه شده و فقط حرف اول به‌همراه نقطه استفاده می‌گردد (مثلاً: "E. coli").
ز) هنگامی که اشاره به یک گونهٔ غیرمشخص از یک سرده می‌شود، به‌جای کلمهٔ دوم، از ".sp" استفاده می‌گردد؛ مثلاً ".Canis sp" به‌معنای یک گونه از سردهٔ Canis است. نکتهٔ مهم این است که این کلمه دیگر ایتالیک نخواهد بود. درصورت نیاز به اشاره به چند گونه، از ".spp" استفاده می‌گردد

## منشأ نام‌ها

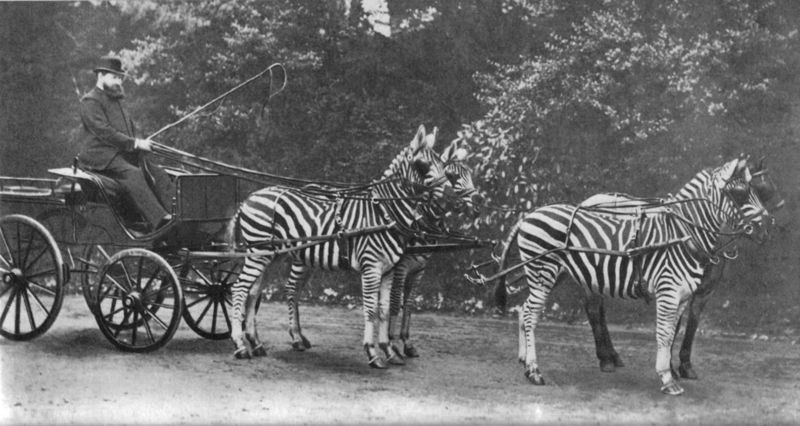
۱۷ پستان‌دار از جمله زرافه روتشیلد، ۱۵۳ حشره، ۵۸ پرنده، ۳ ماهی، ۳ عنکبوت، ۲ خزنده، ۱ هزارپا و ۱ کرم، نام علمی خود را از والتر روتشیلد، گرفته‌اند.

منشأ نام‌ها هر چیزی می‌تواند باشد. معمولاً این نام‌ها از زبان لاتین گرفته می‌شوند. اما می‌توانند یونانی، نام یک محل، شخص، نامی از یک زبان محلی و غیره باشند. در واقع، تاکسونومیست‌ها نام‌ها را از منابع متعددی می‌آورند، حتی با طنز یا بازی با کلمات. بااین‌حال، از لحاظ گرامری، به شیوه‌ای از واژه‌ها استفاده می‌شود که انگار لاتین بوده‌اند. نام خانواده عموماً از نام یک سردهٔ مشهورِ همان خانواده انتخاب می‌شود. نام سرده باید در سراسر فرمانرو بی‌همتا باشد.

## تاریخچه

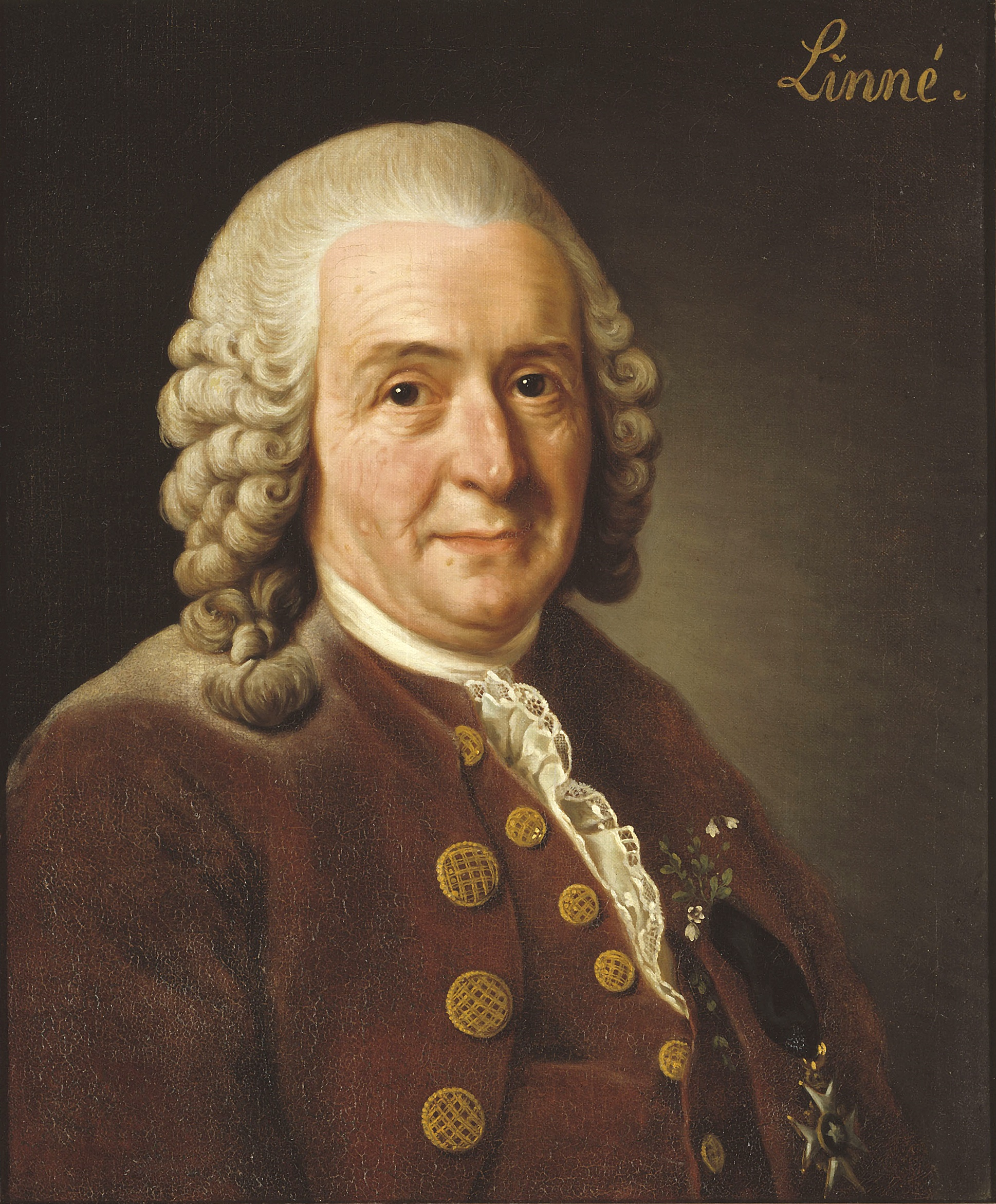
کارل لینه (۱۷۰۷–۱۷۷۸)، گیاه‌شناس سوئدی، روش نوین نام‌گذاری را ابداع کرد.

استفاده از سیستم دونامی به کارل لینه، پزشک و گیاه‌شناس سوئدی بازمی‌گردد که کوشید تا تمام جانداران شناخته‌شده در آن دوره را توصیف کند و به همهٔ گونه‌ها یک نام دوتایی داد. با این حال روش‌های متنوع دونامی دیگری پیش از وی وجود داشته و از چند صد سال قبل استفاده می‌شده‌است. اما پیش از لینه، افراد اندکی از این روش استفاده می‌کردند، اما پس از وی این روش عمومی گردید.

## قوانین نام‌گذاری
از اواسط قرن نوزدهم میلادی، نیاز به قوانینی برای کنترل نام‌گذاری‌ها احساس گردید. در طول زمان قانون‌هایی برای مدیریت نام‌گذاری‌های جانوران (ICZN)، گیاهان (شامل قارچ‌ها و سیانوباکتری‌ها) (ICBN)، باکتری‌ها (ICNB)، و ویروس‌ها (ICTV) ایجاد شده‌است.